# Oberwies (Gauting)
Oberwies ist ein Ortsteil der oberbayerischen Gemeinde Gauting.
Oberwies liegt nordwestlich des Ortsteils Oberbrunn und der Staatsstraße 2069. Es besteht nur aus wenigen Gebäuden, ist im Westen von Feldern und im Osten von einem Waldstück umgeben. Die Einwohnerzahl der Einöde ist seit über 100 Jahren gleichbleibend: 1871 (6), 1925 (7), 1950 (8), 1970 (12), 1987 (7).
Die Einöde gruppiert sich um den Dörzbachhof, der 1815 von Friedrich Dörzbach erbaut wurde. Im Jahr 1905 wurde von den Deutschen Windturbinen-Werken Rudolph Brauns (DWW) das Windrad Herkules erbaut. Dieses lieferte dem isoliert gelegenen Hof bis 1965 Strom. Erst durch die Einrichtung des im Westen gelegenen Kieswerks Zeitler wurde es an das Stromnetz angeschlossen. Die Windturbine steht heute als Ausstellungsstück im Deutschen Museum in München.